# Sigoulès-et-Flaugeac
Sigoulès-et-Flaugeac [siɡulɛs e floʒak] est une commune française située dans le département de la Dordogne, en région Nouvelle-Aquitaine. Elle a été créée le 1er janvier 2019 sous le statut de commune nouvelle et regroupe les anciennes communes de Flaugeac et Sigoulès.

## Géographie

### Généralités
La commune nouvelle de Sigoulès-et-Flaugeac regroupe les communes de Flaugeac et Sigoulès. Son chef-lieu se situe au bourg de Sigoulès.
| Carte des communes constitutives de Sigoulès-et-Flaugeac. |

### Communes limitrophes
Sigoulès-et-Flaugeac est limitrophe de sept autres communes, dont Saint-Julien-Innocence-Eulalie en deux endroits disjoints séparés par la commune de Mescoules. À l'est, son territoire est distant d'environ 160 mètres de celui de Ribagnac.
| Cunèges                                           | Pomport              | Rouffignac-de-Sigoulès                                |
| Thénac                                            | Sigoulès-et-Flaugeac | Singleyrac                                            |
| Saint-Julien-Innocence-Eulalie (Sainte-Innocence) | Mescoules            | Saint-Julien-Innocence-Eulalie (Saint-Julien-d'Eymet) |

### Géologie et relief

#### Géologie
Situé sur la plaque nord du Bassin aquitain et bordé à son extrémité nord-est par une frange du Massif central, le département de la Dordogne présente une grande diversité géologique. Les terrains sont disposés en profondeur en strates régulières, témoins d'une sédimentation sur cette ancienne plate-forme marine. Le département peut ainsi être découpé sur le plan géologique en quatre gradins différenciés selon leur âge géologique. Sigoulès-et-Flaugeac est située dans le quatrième gradin à partir du nord-est, un plateau formé de dépôts siliceux-gréseux et de calcaires lacustres de l'ère tertiaire.
Les couches affleurantes sur le territoire communal sont constituées de formations superficielles du Quaternaire et de roches sédimentaires datant du Cénozoïque. La formation la plus ancienne, notée e6-7, se compose d'argiles à Palaeotherium, des argiles carbonatées silteuses versicolores à niveaux sableux (Bartonien supérieur à Priabonien inférieur continental). La formation la plus récente, notée Fy3-z, fait partie des formations superficielles de type alluvions subactuelles à actuelles. Le descriptif de ces couches est détaillé dans  la feuille « no 830 - Eymet » de la carte géologique au 1/50 000 de la France métropolitaine, et sa notice associée.

Carte géologique de Sigoulès-et-Flaugeac.

#### Relief et paysages
Le département de la Dordogne se présente comme un vaste plateau incliné du nord-est (491 m, à la forêt de Vieillecour dans le Nontronnais, à Saint-Pierre-de-Frugie) au sud-ouest (2 m à Lamothe-Montravel). L'altitude du territoire communal varie quant à elle entre 51 mètres et 186 mètres.
Dans le cadre de la Convention européenne du paysage entrée en vigueur en France le 1er juillet 2006, renforcée par la loi du 8 août 2016 pour la reconquête de la biodiversité, de la nature et des paysages, un atlas des paysages de la Dordogne a été élaboré sous maîtrise d’ouvrage de l’État et publié en octobre 2020. Les paysages du département s'organisent en huit unités paysagères,. La commune est dans le Bergeracois, une région naturelle présentant un relief contrasté, avec les deux grandes vallées de la Dordogne et du Dropt séparées par un plateau plus ou moins vallonné, dont la pente générale s’incline doucement d’est en ouest. Ce territoire offre des paysages ouverts qui tranchent avec les paysages périgourdins. Il est composé de vignes, vergers et cultures,.
La superficie cadastrale de la commune publiée par l'Insee, qui sert de référence dans toutes les statistiques, est de 18,21 km2,.

### Hydrographie

#### Réseau hydrographique
La commune est située dans le bassin de la Dordogne au sein du Bassin Adour-Garonne. Elle est drainée par la Gardonnette, la Mescoulette, le ruisseau de la Fontaine, l'Ayguessou, le Brajaud, l'Escourou et par divers petits cours d'eau, qui constituent un réseau hydrographique de 23 km de longueur totale,,
La Gardonnette, d'une longueur totale de 24,6 km, prend sa source dans la commune de Bouniagues et se jette dans la Dordogne en rive gauche en limite de Gardonne et de Lamonzie-Saint-Martin, face à Saint-Pierre-d'Eyraud,. Elle arrose la commune au nord sur près de cinq kilomètres et demi, dont la majeure partie sert de limite territoriale face à Rouffignac-de-Sigoulès et Pomport.
Son affluent de rive gauche la Mescoulette prend sa source dans le sud-ouest de la commune, près du lieu-dit Pertus, et traverse le territoire vers l'est puis le nord sur plus de quatre kilomètres.
Affluent de rive gauche de la Mescoulette, le ruisseau de la Fontaine prend sa source dans le sud-ouest de la commune, près du lieu-dit les Renardières, 550 mètres à l'ouest de la source de la Mescoulette, et arrose le territoire communal sur près de trois kilomètres.
Autre affluent de rive gauche de la Gardonnette, l'Ayguessou arrose le nord-est de la commune sur près d’un kilomètre et demi, dont un kilomètre en limite de Singleyrac.
À l'ouest, un troisième affluent de rive gauche de la Gardonnette, le Brajaud, ou ruisseau du Vacher dans sa partie amont, sert de limite naturelle sur un kilomètre, face à Thénac.
L'Escourou, d'une longueur totale de 15,85 km, prend sa source à l'extrême sud-est de la commune et se jette en rive droite du Dropt, en limite d'Eymet (Dordogne) et de La Sauvetat-du-Dropt (Lot-et-Garonne),. Sur 750 mètres, son cours borde le territoire communal face à Saint-Julien-Innocence-Eulalie.

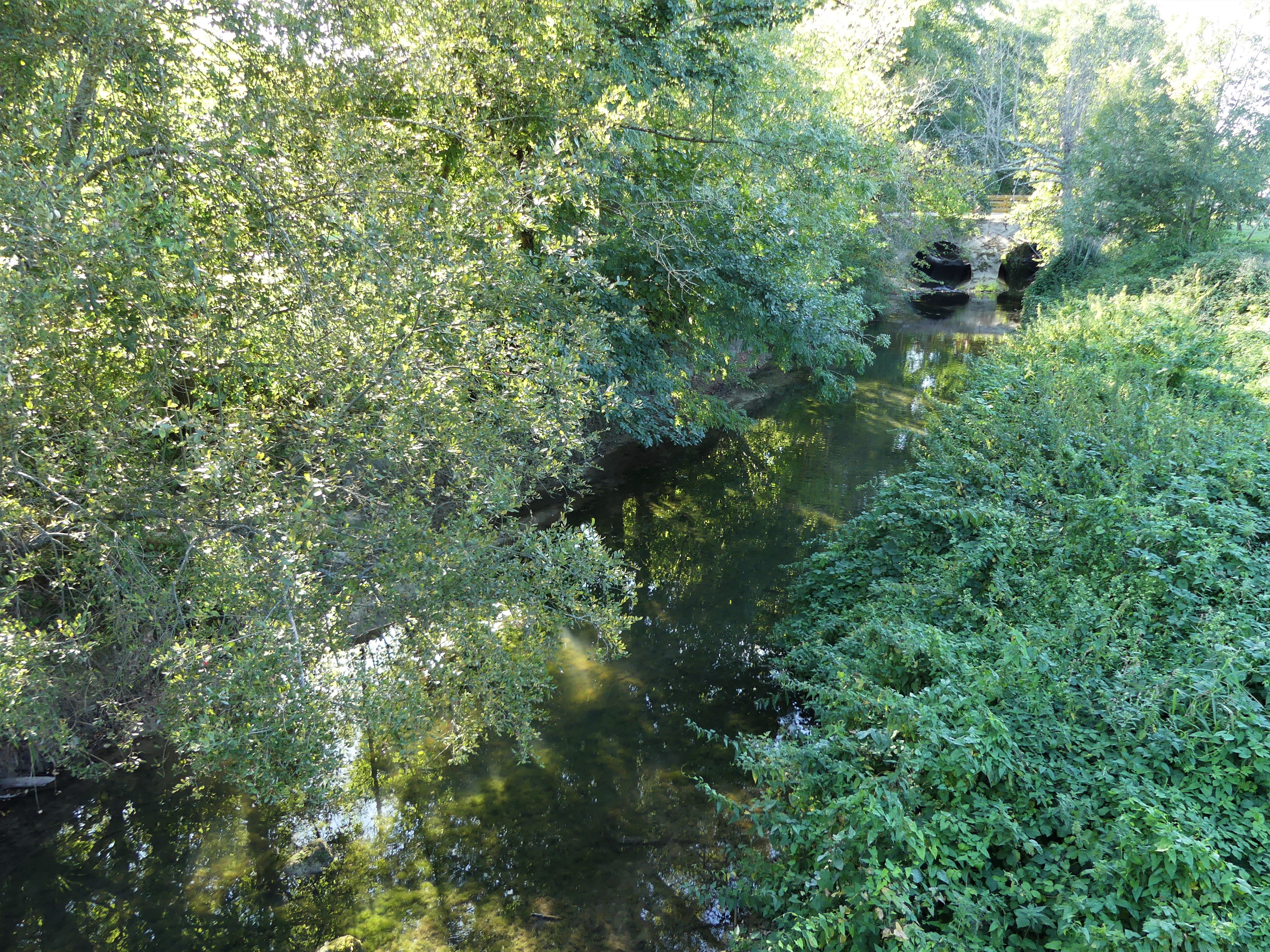
La Gardonnette au niveau du camping, en limite de Sigoulès (à gauche) et Pomport.
Réseaux hydrographique et routier de Sigoulès-et-Flaugeac.
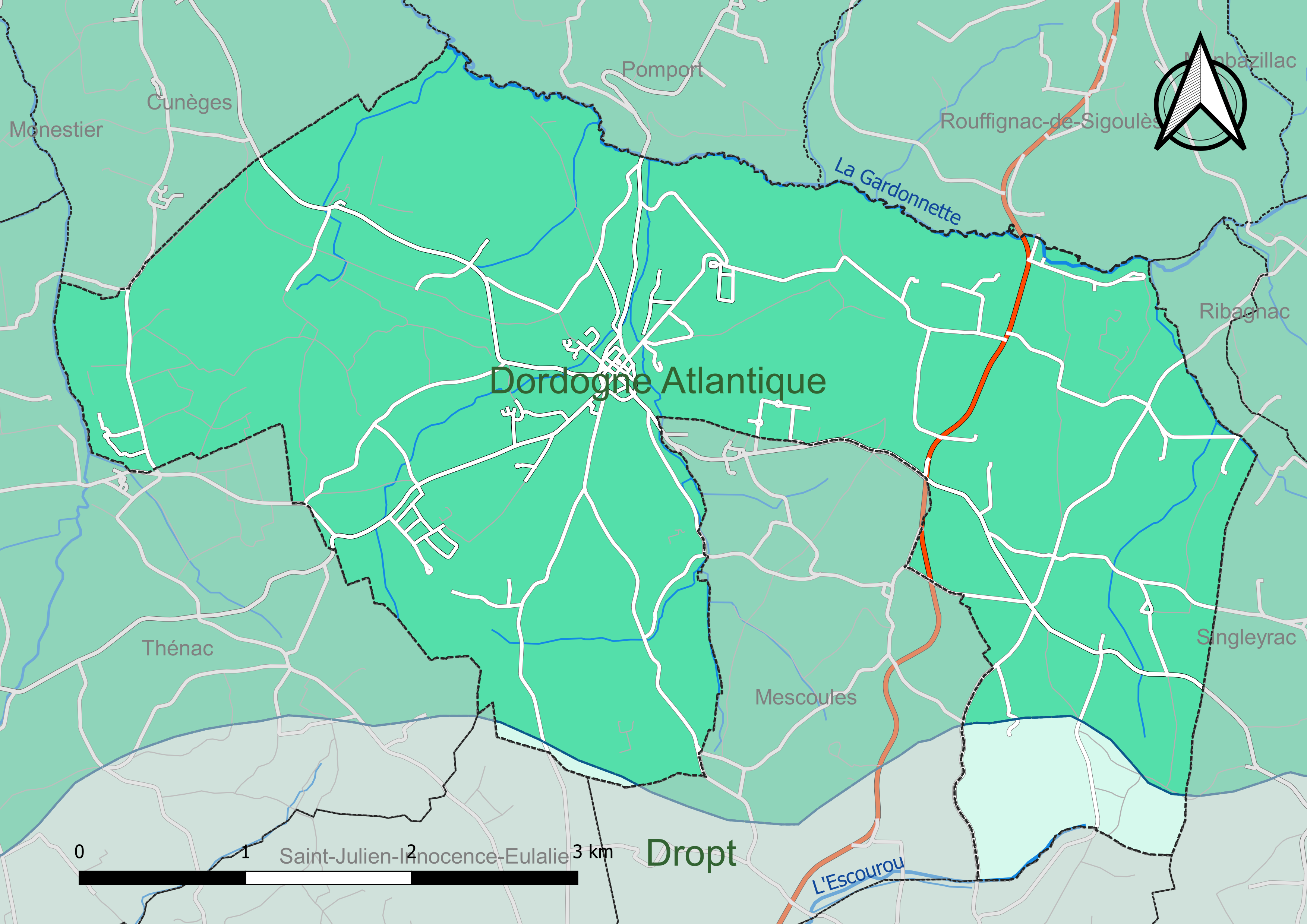
Carte des schémas d'aménagement et de gestion des eaux (SAGE) couvrant le territoire communal de Sigoulès-et-Flaugeac.

#### Gestion et qualité des eaux
Le territoire communal est couvert par les schémas d'aménagement et de gestion des eaux (SAGE) « Dordogne Atlantique » et « Dropt ». Le SAGE « Dordogne Atlantique », dont le territoire correspond au sous‐bassin le plus aval du bassin versant de la Dordogne (aval de la confluence Dordogne - Vézère)., d'une superficie de 2 700 km2 est en cours d'élaboration. La structure porteuse de l'élaboration et de la mise en œuvre est l'établissement public territorial de bassin de la Dordogne (EPIDOR). Le SAGE « Dropt », dont le territoire correspond au bassin versant du Dropt, d'une superficie de 1 522 km2, a été approuvé le 13 janvier 2022. La structure porteuse de l'élaboration et de la mise en œuvre est le syndicat mixte EPIDROPT. Ils définissent chacun sur leur territoire les objectifs généraux d’utilisation, de mise en valeur et de protection quantitative et qualitative des ressources en eau superficielle et souterraine, en respect des objectifs de qualité définis dans le troisième SDAGE  du Bassin Adour-Garonne qui couvre la période 2022-2027, approuvé le 10 mars 2022.
Au nord, la majeure partie du territoire communal dépend du SAGE Dordogne Atlantique. Au sud-est, environ 5 % de la commune correspond au bassin versant de l'Escourou qui est rattaché au SAGE Dropt.
La qualité des eaux de baignade et des cours d’eau peut être consultée sur un site dédié géré par les agences de l’eau et l’Agence française pour la biodiversité.

### Climat
Pour des articles plus généraux, voir Climat de la Nouvelle-Aquitaine et Climat de la Dordogne.
Historiquement, la commune est exposée à un climat océanique aquitain.  
En 2020, Météo-France publie une typologie des climats de la France métropolitaine dans laquelle la commune est exposée à un climat océanique et est dans la région climatique  Aquitaine, Gascogne, caractérisée par une pluviométrie abondante au printemps, modérée en automne, un faible ensoleillement au printemps, un été chaud (19,5 °C), des vents faibles, des brouillards fréquents en automne et en hiver et des orages fréquents en été (15 à 20 jours).
Pour la période 1971-2000, la température annuelle moyenne est de 12,9 °C, avec  une amplitude thermique annuelle de 15,2 °C. Le cumul annuel moyen de précipitations est de 825 mm, avec 11,4 jours de précipitations en janvier et 6,8 jours en juillet. Pour la période 1991-2020, la température moyenne annuelle observée sur la station météorologique la plus proche, située sur la commune de Bergerac à 12 km à vol d'oiseau, est de 13,2 °C et le cumul annuel moyen de précipitations est de 792,9 mm,. Pour l'avenir, les paramètres climatiques de la commune estimés pour 2050 selon différents scénarios d’émission de gaz à effet de serre sont consultables sur un site dédié publié par Météo-France en novembre 2022.

## Urbanisme

### Typologie
Au 1er janvier 2024, Sigoulès-et-Flaugeac est catégorisée commune rurale à habitat dispersé, selon la nouvelle grille communale de densité à 7 niveaux définie par l'Insee en 2022.
Elle est située hors unité urbaine. Par ailleurs la commune fait partie de l'aire d'attraction de Bergerac, dont elle est une commune de la couronne,. Cette aire, qui regroupe 73 communes, est catégorisée dans les aires de 50 000 à moins de 200 000 habitants,.

### Villages, hameaux et lieux-dits
Outre les bourgs de Flaugeac et de Sigoulès proprement dits, le territoire se compose d'autres villages ou hameaux, ainsi que de lieux-dits détaillés sur cet article et celui-ci.

### Prévention des risques
Le territoire de la commune de Sigoulès-et-Flaugeac est vulnérable à différents aléas naturels : météorologiques (tempête, orage, neige, grand froid, canicule ou sécheresse), feux de forêts, mouvements de terrains et séisme (sismicité très faible). Un site publié par le BRGM permet d'évaluer simplement et rapidement les risques d'un bien localisé soit par son adresse soit par le numéro de sa parcelle.
Sigoulès-et-Flaugeac est exposée au risque de feu de forêt. L’arrêté préfectoral du 14 mars 2013 fixe les conditions de pratique des incinérations et de brûlage dans un objectif de réduire le risque de départs d’incendie. À ce titre, des périodes sont déterminées : interdiction totale du 15 février au 15 mai et du 15 juin au 15 octobre, utilisation réglementée du 16 mai au 14 juin et du 16 octobre au 14 février. En septembre 2020, un plan inter-départemental de protection des forêts contre les incendies (PidPFCI) a été adopté pour la période 2019-2029,.

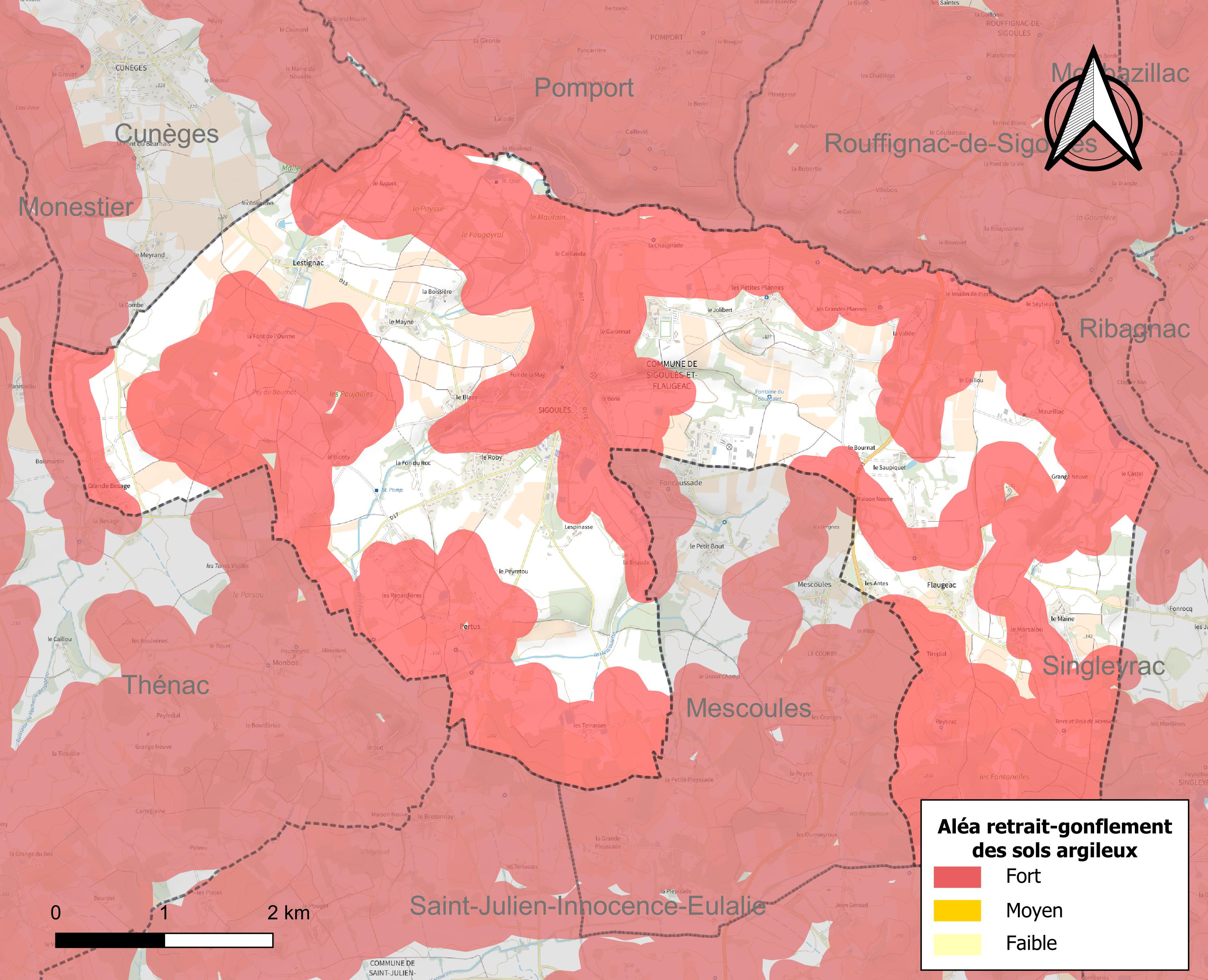
Carte des zones d'aléa retrait-gonflement des sols argileux de Sigoulès-et-Flaugeac.

Les mouvements de terrains susceptibles de se produire sur la commune sont des tassements différentiels. Le retrait-gonflement des sols argileux est susceptible d'engendrer des dommages importants aux bâtiments en cas d’alternance de périodes de sécheresse et de pluie. 65,2 % de la superficie communale est en aléa moyen ou fort (58,6 % au niveau départemental et 48,5 % au niveau national métropolitain). Depuis le 1er octobre 2020, en application de la loi ÉLAN, différentes contraintes s'imposent aux vendeurs, maîtres d'ouvrages ou constructeurs de biens situés dans une zone classée en aléa moyen ou fort,.
La commune a été reconnue en état de catastrophe naturelle au titre des dommages causés par les inondations et coulées de boue survenues en 1982, 1993, 1999 et 2018, par la sécheresse en 1989, 1992, 2005 et 2011 et par des mouvements de terrain en 1999.

## Toponymie

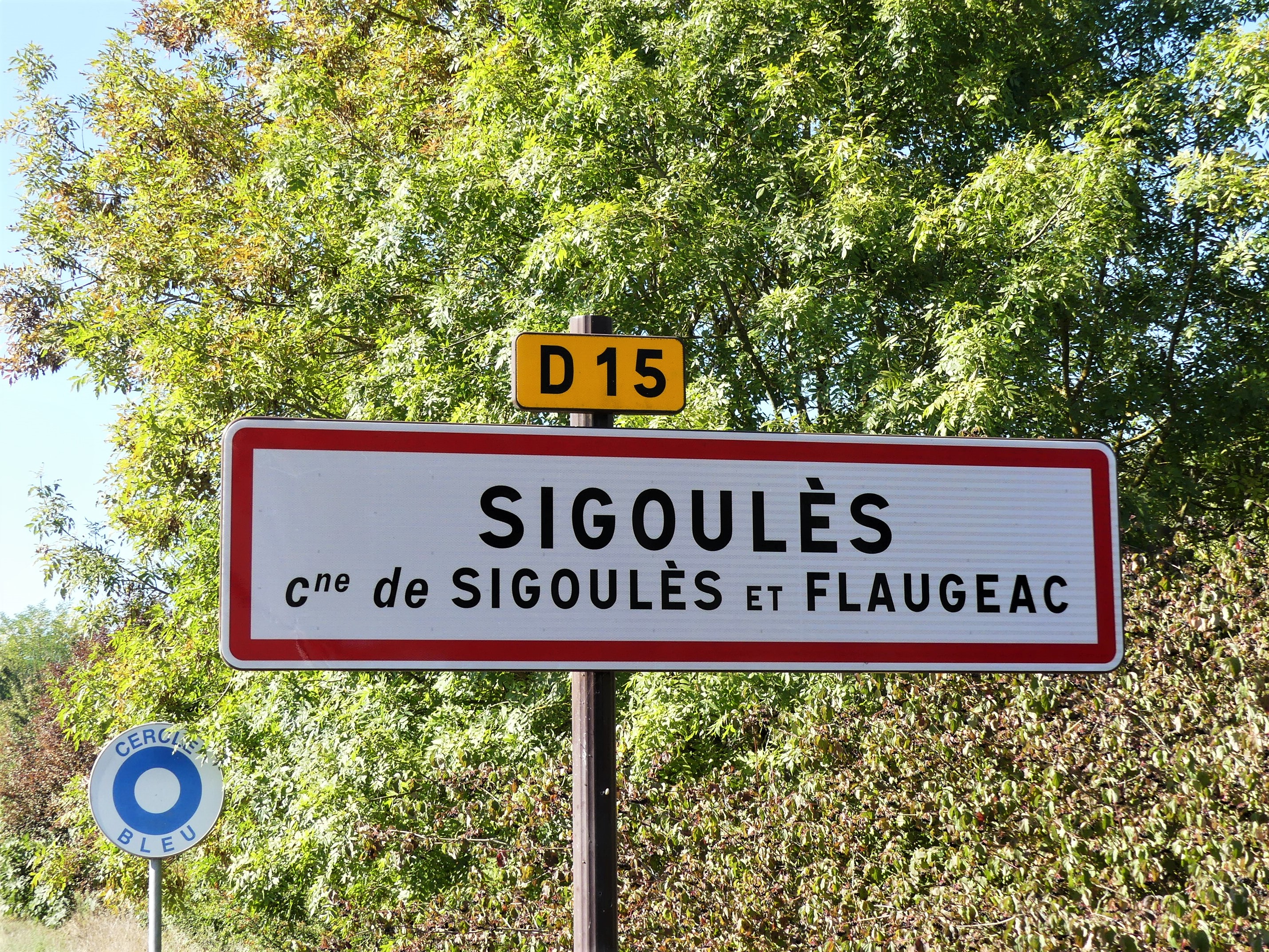
Panneau d'entrée au bourg de Sigoulès.

Créée en 2019, la commune nouvelle de Sigoulès-et-Flaugeac associe le nom des deux communes fondatrices.
Le toponyme de Sigoulès provient de l'occitan Lo Sigolés (avec article). Le toponyme Flaugeac provient de l'occitan Flaujac.

## Histoire
Sigoulès-et-Flaugeac est une commune nouvelle créée le 6 novembre 2018 pour une prise d'effet au 1er janvier 2019. À cette date, les deux communes fondatrices deviennent communes déléguées.

## Politique et administration
| Nom              | Code Insee | Intercommunalité           | Superficie (km2) | Population (dernière pop. légale) | Densité (hab./km2) |
| ---------------- | ---------- | -------------------------- | ---------------- | --------------------------------- | ------------------ |
| Sigoulès (siège) | 24534      | CA Bergeracoise            | 10,86            | 900 (2017)                        | 83                 |
| Flaugeac         | 24181      | CC des Portes Sud Périgord | 7,35             | 325 (2017)                        | 44                 |

### Rattachements administratifs et électoraux
Les deux communes initiales dépendent de l'arrondissement de Bergerac et du canton du Sud-Bergeracois.

### Intercommunalité
Les deux communes initiales dépendent de deux intercommunalités différentes. Elles décident que la commune nouvelle adhère à la communauté d'agglomération bergeracoise.

### Administration municipale
Pendant une période courant jusqu'au prochain renouvellement des conseils municipaux (prévu en 2020), le conseil municipal de la nouvelle commune devrait être constitué de l'ensemble des conseillers municipaux des anciennes communes (onze pour Flaugeac et quinze pour Sigoulès, soit un total de vingt-six).
La population de la commune étant comprise entre 500 et 1 499 habitants au recensement de 2017, quinze conseillers municipaux auraient dû être élus en 2020. Cependant, s'agissant du premier renouvellement du conseil municipal d'une commune nouvelle, le nombre de conseillers élus est celui de la strate supérieure, soit dix-neuf.

### Liste des maires
| Période      | Période  | Identité             | Étiquette | Qualité                              |
| ------------ | -------- | -------------------- | --------- | ------------------------------------ |
| janvier 2019 | mai 2020 | Patrick Consoli      |           | Ancien maire de Sigoulès (2013-2018) |
| mai 2020     | En cours | Jean-Louis Dessalles |           |                                      |

## Équipements et services publics

### Santé
Une maison de santé pluridisciplinaire a été inaugurée en 2019 à Sigoulès. Début 2021, elle est occupée par un médecin généraliste, une dentiste, quatre infirmiers, deux kinésithérapeutes, un ostéopathe et une psychologue.

### Justice
En 2023, dans le domaine judiciaire, Sigoulès-et-Flaugeac relève : 
- du tribunal judiciaire, du tribunal pour enfants, du conseil de prud'hommes et du tribunal de commerce de Bergerac ;
- du pôle Nationalité du tribunal judiciaire de Périgueux (compétent uniquement dans le domaine de la nationalité) ;
- de la cour d'appel, du tribunal administratif et de la  cour administrative d'appel de Bordeaux.

## Population et société

### Démographie
Les habitants de la commune se nomment les Sigoulésiens-et-Flaugeacois.
L'évolution du nombre d'habitants est connue à travers les recensements de la population effectués dans la commune depuis sa création.

En 2022, la commune comptait 1 251 habitants.
| 2019  | 2020  | 2021  | 2022  |
| ----- | ----- | ----- | ----- |
| 1 202 | 1 192 | 1 221 | 1 251 |

### Manifestations culturelles et festivités
Foire aux vins à Sigoulès, tous les ans sur un week-end en juillet depuis 1976 (48e édition en 2025 avec concerts, fête foraine, expositions d'engins agricoles, de quads et de véhicules anciens).

### Sports
- En octobre ou novembre, le « cross du Cluzeau » auquel participent les collégiens et lycéens de l'ensemble scolaire du Cluzeau (35e édition en 2023)[48].

## Économie

### Emploi
En 2016, sur le territoire correspondant à Sigoulès-et-Flaugeac dans sa configuration de 2019, parmi la population communale comprise entre 15 et 64 ans, les actifs représentaient 541 personnes, soit 43,5 % de la population municipale. Le nombre de chômeurs s'élevait à 75 et le taux de chômage de cette population active s'établissait à 13,9 %.

### Établissements
Au 31 décembre 2015, sur ce même territoire, la commune comptait 154 établissements, dont 77 au niveau des commerces, transports ou services, 27 relatifs au secteur administratif, à l'enseignement, à la santé ou à l'action sociale, 20 dans la construction, 19 dans l'agriculture, la sylviculture ou la pêche, et 11 dans l'industrie.

## Culture locale et patrimoine

### Patrimoine naturel
Au nord, la Gardonnette borde le territoire communal sur environ six kilomètres. Hormis entre le camping de Pomport et le lieu-dit le Moulinot, le cours d'eau et ses rives, ainsi que la partie aval de son affluent l'Ayguessou (au nord-est) font partie d'une zone naturelle d'intérêt écologique, faunistique et floristique (ZNIEFF) de type I où pousse une plante rare, la fritillaire pintade, (Fritillaria meleagris) et fréquentée par trois espèces de chauves-souris : le Grand murin (Myotis myotis), le Minioptère de Schreibers (Miniopterus schreibersii) et le Rhinolophe euryale (Rhinolophus euryale),.

## Pour approfondir